# Rumæniens præsidentvalg 2004
Rumæniens præsidentvalg 2004 fandt sted den 28. november 2004. Da ingen af de 12 kandidater vandt mere en 50% af stemmerne blev der afholdt en anden valgrunde 12. december mellem de to topkandidater: Adrian Năstase af socialdemokraterne og Traian Băsescu fra "Dreptate şi Adevăr"-alliancen. Băsescu vandt med 51% af stemmerne.

## Valgresultat
| Kandidat             | Parti     | Stemmer   | %      | Stemmer anden runde | %      |
| -------------------- | --------- | --------- | ------ | ------------------- | ------ |
| Traian Băsescu       | PNL-PD    | 3,545,236 | 33.92% | 5,126,794           | 51.23% |
| Adrian Năstase       | PSD+PUR   | 4,278,864 | 40.94% | 4,881,520           | 48.77% |
| Corneliu Vadim Tudor | PRM       | 1,313,714 | 12.57% |                     |        |
| Markó Béla           | UDMR      | 533,446   | 5.10%  |                     |        |
| Gheorghe Ciuhandu    | PNŢCD     | 198,394   | 1.90%  |                     |        |
| George Becali        | PNG       | 184,560   | 1.77%  |                     |        |
| Petre Roman          | FD        | 140,702   | 1.35%  |                     |        |
| Gheorghe Dinu        | uafhængig | 113,321   | 1.08%  |                     |        |
| Marian Petre Miluţ   | AP        | 43,378    | 0.42%  |                     |        |
| Ovidiu Tudorici      | URR       | 37,910    | 0.36%  |                     |        |
| Aurel Rădulescu      | APCD      | 35,455    | 0.34%  |                     |        |
| Alexandru Raj Tunaru | PTD       | 27,225    | 0.26%  |                     |        |